# Enmercar
Enmercar (em sumério: 𒂗𒈨𒅕𒃸; romaniz.: EN.me.er.kar2), de acordo com a Lista Real Sumeriana, foi o construtor e rei de Uruque (Ereque na Bíblia) na Suméria, e alegadamente reinou durante 420 anos (algumas cópias referem 900 anos). A lista do reis relata que Enmercar tornou-se rei depois que seu pai Mesquianguegaser, filho de Utu, "entrou no mar e desapareceu".

## Enmercar nos épicos sumérios
Enmercar também é conhecido de algumas outras lendas sumérias, principalmente em “Enmercar e o Senhor de Arata [en]”, onde uma confusão anterior das línguas da humanidade é mencionada. Neste relato, é o próprio Enmercar que é chamado de "filho de Utu, O deus-sol sumério". Além de fundar a cidade de Uruque, Enmercar é dito para ter tido um templo construído em Eridu, e é creditado mesmo com a invenção da escrita em tabuletas de argila, com a finalidade de fazer propaganda e ameaçar Arata [en] durante a conquista. Enmercar procura também restabelecer a unidade lingüística interrompida das regiões habitadas ao redor de Uruque, listadas como Šubur, Hamasi [en], Suméria, Uriqui (a região em torno de Acádia), e as terras dos amoritas.
Três outros textos da mesma série descrevem o reinado de Enmercar. No conto “Enmercar e Ensugirana”, ao descrever as rivalidades diplomáticas contínuas de Enmercar com Arata, há uma alusão a cidade de Hamazi ter sido vencida. Em “Lugalbanda na Caverna da Montanha”, Enmercar é visto liderando uma campanha contra a cidade de Arata. Na quarta e última tabuleta, “Lugalbanda e o Pássaro de Anzu”, descreve o cerco de Arata por um ano de Enmercar. Menciona também, que cinquenta anos depois do reinado de Enmercar, o povo Martu havia surgido em toda a Suméria e Acádia, necessitando da construção de um muro no deserto para proteger a antiga Uruque desses invasores.
Nestas últimas duas tabuletas, o caráter de Lugalbanda é introduzido como um dos chefes de guerra de Enmercar. De acordo com a Lista Real Sumeriana, era este Lugalbanda, "o Pastor" que sucedeu eventualmente à Enmercar o trono de Uruque. Lugalbanda é nomeado também como o pai de Gilgamés, um rei mais antigo de Uruque, em versões sumérias e acadianas da Epopeia de Gilgamés.

## Identificação
David Rohl reivindicou paralelos entre Enmercar, construtor de Uruque, e o misterioso personagem bíblico de Ninrode, governante da cidade de Ereque (Uruque) e senhor da Torre de Babel, em lendas extra-bíblicas. Um paralelo de Rohl observado é que a descrição "Ninrode, o Caçador", alude ao "-car" dentro do nome Enmercar também significa "caçador", Enquanto que o "En" é um título de governante na antiga Suméria, sendo assim restando apenas "Mer" como nome original desse rei. Rohl também sugeriu que Eridu perto de Ur é o local original da cidade de Babel e que o incompleto zigurate encontrado ali — de longe o mais antigo e maior de seu tipo — é nada mais do que as próprias ruínas remanescentes da torre de Babel construída para desafiar os planos divinos pelo rei Ninrode.
Em uma lenda relacionada por Cláudio Eliano, o rei da Babilônia, Euecoro, Seuecoro "(também aparecendo em muitas variantes como "Sevekhoros", anterior Sacchoras, etc.), é dito ser o avô de Gilgamés, que mais tarde se torna rei da Babilônia (ou seja, Gilgamés de Uruque). Vários eruditos recentes sugeriram que este "Seuechoros" ou "Euechoros" é além disso identificado como sendo Enmercar de Uruque, assim como o Euechous nomeado por Berossus como sendo o primeiro rei da Caldéia e da Assíria. Esse nome de sobrenome "Euechous" (também aparecendo como "Evechius", e em muitas outras variantes) tem sido identificado por muito tempo com Ninrode.